# Chiropsalmidae
Chiropsalmidae is een familie van neteldieren uit de klasse van de Cubozoa (kubuskwallen).

## Geslachten
- Chiropsalmus Agassiz, 1862
- Chiropsoides Southcott, 1956